# ATP Challenger Lima
Das ATP Challenger Lima (offizieller Name: Lima Challenger) war ein zwischen 1994 und 2009 stattfindendes Tennisturnier in Lima. Es war Teil der ATP Challenger Tour und wurde im Freien auf Sand ausgetragen. In den Jahren 2002 bis 2006 wurde das Turnier nicht ausgetragen. Pablo Cuevas und Eduardo Schwank sind mit je einem Einzel- und Doppeltitel der Rekordsieger des Turniers.

## Liste der Sieger

### Einzel
| Jahr                         | Sieger                   | Finalgegner        | Ergebnis          |
| ---------------------------- | ------------------------ | ------------------ | ----------------- |
| 2009                         | Eduardo Schwank          | Jorge Aguilar      | 7:5, 6:4          |
| 2008                         | Martín Vassallo Argüello | Sergio Roitman     | 6:2, 4:6, 6:4     |
| 2007                         | Pablo Cuevas             | Marcos Daniel      | 0:6, 6:4, 6:3     |
| 2002–2006: nicht ausgetragen |                          |                    |                   |
| 2001                         | Juan Ignacio Chela (2)   | Marcos Daniel      | 6:2, 1:0 aufgg.   |
| 2000                         | Guillermo Coria          | Juan Antonio Marín | 6:0, 7:67         |
| 1999                         | Juan Ignacio Chela (1)   | Jiří Vaněk         | 6:2, 7:5          |
| 1998                         | Stefan Koubek            | Juan Ignacio Chela | 6:3, 2:6, 6:0     |
| 1997                         | Tomas Nydahl             | Oliver Gross       | 4:6, 6:0, 6:4     |
| 1996                         | nicht ausgetragen        | nicht ausgetragen  | nicht ausgetragen |
| 1995                         | Jiří Novák               | Nicolás Lapentti   | 7:6, 6:3          |
| 1994                         | Christian Ruud           | Hernán Gumy        | 3:6, 7:5, 6:3     |

### Doppel
| Jahr                         | Sieger                                | Finalgegner                                           | Ergebnis          |
| ---------------------------- | ------------------------------------- | ----------------------------------------------------- | ----------------- |
| 2009                         | Martín Alund Juan-Martín Aranguren    | Cristóbal Saavedra Corvalán Guillermo Rivera Aránguiz | 6:4, 6:4          |
| 2008                         | Luis Horna Sebastián Prieto           | Ramón Delgado Júlio Silva                             | 6:4, 6:4          |
| 2007                         | Pablo Cuevas Eduardo Schwank          | Martín Vilarrubí Michael Quintero                     | 6:4, 6:2          |
| 2002–2006: nicht ausgetragen |                                       |                                                       |                   |
| 2001                         | Enzo Artoni Daniel Melo               | José Acasuso Martín Vassallo Argüello                 | 6:2, 1:6, 7:67    |
| 2000                         | Gastón Etlis (2) Martín Rodríguez (2) | Juan Ignacio Chela Luis Horna                         | 6:2, 5:2 aufgg.   |
| 1999                         | Pablo Albano Martín Alberto García    | Mariano Hood Sebastián Prieto                         | 7:6, 3:6, 6:3     |
| 1998                         | Diego del Río Martin Rodriguez (1)    | Federico Browne Eduardo Medica                        | 6:4, 7:6          |
| 1997                         | Mariano Hood Sebastián Prieto         | Kris Goossens Jimy Szymanski                          | 6:2, 6:1          |
| 1996                         | nicht ausgetragen                     | nicht ausgetragen                                     | nicht ausgetragen |
| 1995                         | Américo Venero Jaime Yzaga            | Juan Carlos Bianchi Tamer El Sawy                     | 6:3, 6:4          |
| 1994                         | Gastón Etlis (1) Juan Garat           | João Cunha e Silva Nuno Marques                       | 6:4, 6:7, 7:6     |